# 米谷美久
米谷美久（1933年1月8日—2009年7月30日），是一位日本相机设计師。

## 生平
出生于日本香川县观音寺市，为家中次子。从中学时代开始就表现出对摄影的浓厚兴趣，其在早稻田大学学习的是机械专业，大学毕业后前往奥林巴斯公司从事相机设计工作。其代表性作品包括利用使用半幅胶片，价格低廉的PEN系列；以小巧轻便见长的OM系列单反相机；功能强大的XA系列便携式35毫米相机。2009年7月30日，米谷美久因病在东京的一家医院内去世。